# Michaił Ruzski
Michaił Dmitriewicz Ruzski (ros. Михаил Дмитриевич Рузский, ur. 1864, zm. 28 kwietnia 1948) – rosyjski zoolog, ichtiolog, ornitolog, entomolog, myrmekolog. Szkołę średnią ukończył w 1884 w Symbirsku. Studiował na Uniwersytecie w Kazaniu.
W nomenklaturze zoologicznej stosuje się zapis nazwiska Ruzsky.